# Ouders en kinderen
Ouders en kinderen is een hoorspelvierluik van Aviva Galli. Het werd vertaald door Paul van der Lek en uitgezonden door de TROS op woensdag 24 december 1975, van 23:00 uur tot 23:51 uur. De regisseur was Harry Bronk.

## Rolbezetting
1. Arik
- Lies de Wind (moeder)
- Hans Karsenbarg (zoon)

2. De ontmoeting
- Paul van der Lek (vader)
- Olaf Wijnants (zoon)

3. Telefoongesprek
- Tine Medema (oude vrouw)
- Liane Saalborn (oude dame)

4. Kerstmis
- Rob Geraerds (meneer Berg)
- Enny de Leeuwe (mevrouw Berg)
- Dogi Rugani (mevrouw Kutscher)
- Frans Vasen (Hans Meier)

## Inhoud
In Arik zijn we getuige van een gesprek tussen een moeder en haar zoon. Deze heeft op een dag zijn vader ontmoet die ervandoor is gegaan toen de jongen anderhalf jaar oud was. De moeder heeft de man steeds doodgezwegen. In De ontmoeting beschrijft de auteur de ontmoeting tussen een gescheiden vader en diens zoon Rami, die bij zijn moeder is blijven wonen. Zeker in de jaren na de scheiding is er duidelijk een grote afstand ontstaan tussen zoon en vader, die weliswaar de biologische relatie erkent en dit tracht te tonen door het sturen van dure cadeaus, maar ernstig tekortschiet in het onderhouden van het geestelijk contact. Telefoongesprek gaat over twee dames die toevallig met elkaar in contact komen. De jongere vrouw krijgt nu eindelijk de kans haar hart te luchten, omdat zij hevig lijdt onder de verwijdering die is ontstaan toen de dochter het huis uit ging. Zij ondervindt bij de oude dame veel begrip. Het verhaal Kerstmis heeft plaats in een bejaardentehuis, waar op kerstavond de heer en mevrouw Berg in de hal staan te wachten op hun zoon, die beloofd heeft hen te komen ophalen om de kerstavond in de familiekring te vieren. Naarmate de tijd verstrijkt en de zoon niet komt, maakt een gevoel van diepe teleurstelling en eenzaamheid zich van hen meester…